# Теему Тайніо
Теему Тайніо (фін. Teemu Tainio, нар. 27 листопада 1979, Торніо) — фінський футболіст, що грав на позиції півзахисника, зокрема за французький «Осер», низку англійських клубних команд, а також за національну збірну Фінляндії. По завершенні ігрової кар'єри — тренер.

## Клубна кар'єра
Народився 27 листопада 1979 року в місті Торніо. Вихованець футбольної школи клубу «ТП-47».
У дорослому футболі дебютував 1996 року виступами за команду «Гака», в якій провів один сезон, взявши участь у 46 матчах чемпіонату. 
Своєю грою за цю команду привернув увагу представників тренерського штабу клубу «Осер», до складу якого приєднався 1997 року. Відіграв за команду з Осера наступні вісім сезонів своєї ігрової кар'єри. Двічі, у 2003 і 2005 роках, ставав володарем Кубка Франції.
Згодом протягом 2005–2010 років грав в англійській Прем'єр-лізі у складі «Тоттенгем Готспур», «Сандерленда» та «Бірмінгем Сіті».
2010 року став гравцем амстердамського «Аякса», у складі якого не заграв, натомість за рік перебрався до американського «Нью-Йорк Ред Буллз».
Завершував ігрову кар'єру виступами на батьківщині за команду «ГІК» протягом 2013—2014 років.

## Виступи за збірну
1998 року дебютував в офіційних матчах у складі національної збірної Фінляндії.
Загалом протягом кар'єри в національній команді, яка тривала 17 років, провів у її формі 64 матчі, забивши 6 голів.

## Кар'єра тренера
Розпочав тренерську кар'єру невдовзі по завершенні кар'єри гравця, 2017 року, ставши помічником головного тренера команди «Клубі 04».
2018 року став асистентом головного тренера «Гаки», а наступного року очолив його тренерський штаб.
У 2023 році став асистентом співвітчизника Тоні Коскели в очолюваному ним тренерському штабі кіпрського клубу АЕЛ.
| Дата       | Місто                       | Господарі          | Результат | Гості              | Турнір            | Голи | Примітки |
| ---------- | --------------------------- | ------------------ | --------- | ------------------ | ----------------- | ---- | -------- |
| 5-2-1998   | Лімасол                     | Кіпр               | 1 – 1     | Фінляндія          | товариський матч  | -    | 76'      |
| 9-2-1998   | Ларнака                     | Словаччина         | 2 – 0     | Фінляндія          | товариський матч  | -    | 69'      |
| 25-3-1998  | Та-Калі                     | Мальта             | 0 – 2     | Фінляндія          | товариський матч  | -    | 71'      |
| 4-9-1999   | Гельсінкі                   | Фінляндія          | 1 – 2     | Німеччина          | Відбір до ЧЄ 2000 | -    | 74'      |
| 20-2-2000  | Бангкок                     | Таїланд            | 0 – 0     | Естонія            | King's Cup        | -    | 61'      |
| 23-2-2000  | Бангкок                     | Фінляндія          | 4 – 2     | Естонія            | King's Cup        | -    |          |
| 15-11-2000 | Дублін                      | Ірландія           | 3 – 0     | Фінляндія          | товариський матч  | -    | 65'      |
| 15-8-2001  | Гельсінкі                   | Фінляндія          | 4 – 1     | Бельгія            | товариський матч  | -    |          |
| 1-9-2001   | Тирана                      | Албанія            | 0 – 2     | Фінляндія          | Відбір до ЧС 2002 | 1    |          |
| 5-9-2001   | Гельсінкі                   | Фінляндія          | 5 – 1     | Греція             | Відбір до ЧС 2002 | -    | 63'      |
| 6-10-2001  | Гельзенкірхен               | Німеччина          | 0 – 0     | Фінляндія          | Відбір до ЧС 2002 | -    | 83'      |
| 27-3-2002  | Порту                       | Португалія         | 1 – 4     | Фінляндія          | товариський матч  | -    | 86'      |
| 17-4-2002  | Прилеп (Північна Македонія) | Північна Македонія | 1 – 0     | Фінляндія          | товариський матч  | -    | 61'      |
| 21-8-2002  | Гельсінкі                   | Фінляндія          | 0 – 3     | Ірландія           | товариський матч  | -    | 80'      |
| 7-9-2002   | Гельсінкі                   | Фінляндія          | 0 – 2     | Уельс              | Відбір до ЧЄ 2004 | -    | 90'      |
| 12-10-2002 | Гельсінкі                   | Фінляндія          | 3 – 0     | Азербайджан        | Відбір до ЧЄ 2004 | -    | 75'      |
| 16-10-2002 | Белград                     | Югославія          | 2 – 0     | Фінляндія          | Відбір до ЧЄ 2004 | -    | 82'      |
| 29-3-2003  | Палермо                     | Італія             | 2 – 0     | Фінляндія          | Відбір до ЧЄ 2004 | -    |          |
| 6-9-2003   | Баку                        | Азербайджан        | 1 – 2     | Фінляндія          | Відбір до ЧЄ 2004 | 1    | 86'      |
| 10-9-2003  | Кардіфф                     | Уельс              | 1 – 1     | Фінляндія          | Відбір до ЧЄ 2004 | -    |          |
| 11-10-2003 | Тампере                     | Фінляндія          | 3 – 2     | Канада             | товариський матч  | 1    | 62'      |
| 16-11-2003 | Х'юстон                     | Фінляндія          | 2 – 1     | Гондурас           | товариський матч  | 1    | 76'      |
| 19-11-2003 | Алахуела (місто)            | Коста-Рика         | 2 – 1     | Фінляндія          | товариський матч  | -    |          |
| 9-10-2004  | Тампере                     | Фінляндія          | 3 – 1     | Вірменія           | Відбір до ЧС 2006 | -    | 46'      |
| 13-10-2004 | Амстердам                   | Нідерланди         | 3 – 1     | Фінляндія          | Відбір до ЧС 2006 | 1    |          |
| 8-2-2005   | Строволос                   | Латвія             | 1 – 2     | Фінляндія          | товариський матч  | -    |          |
| 9-2-2005   | Строволос                   | Кіпр               | 1 – 2     | Фінляндія          | товариський матч  | -    | 69'      |
| 8-6-2005   | Гельсінкі                   | Фінляндія          | 0 – 4     | Нідерланди         | Відбір до ЧС 2006 | -    | 74'      |
| 17-8-2005  | Скоп'є                      | Північна Македонія | 0 – 3     | Фінляндія          | Відбір до ЧС 2006 | -    |          |
| 3-9-2005   | Андорра-ла-Велья            | Андорра            | 0 – 0     | Фінляндія          | Відбір до ЧС 2006 | -    |          |
| 7-9-2005   | Тампере                     | Фінляндія          | 5 – 1     | Північна Македонія | Відбір до ЧС 2006 | -    | кап. 80' |
| 8-10-2005  | Гельсінкі                   | Фінляндія          | 0 – 1     | Румунія            | Відбір до ЧС 2006 | -    |          |
| 12-10-2005 | Гельсінкі                   | Фінляндія          | 0 – 3     | Чехія              | Відбір до ЧС 2006 | -    |          |
| 2-9-2006   | Бидгощ                      | Польща             | 1 – 3     | Фінляндія          | Відбір до ЧЄ 2008 | -    |          |
| 6-9-2006   | Гельсінкі                   | Фінляндія          | 1 – 1     | Португалія         | Відбір до ЧЄ 2008 | -    |          |
| 2-6-2007   | Гельсінкі                   | Фінляндія          | 0 – 2     | Сербія             | Відбір до ЧЄ 2008 | -    | 28'      |
| 22-8-2007  | Тампере                     | Фінляндія          | 2 – 1     | Казахстан          | Відбір до ЧЄ 2008 | 1    | 76'      |
| 8-9-2007   | Белград                     | Сербія             | 0 – 0     | Фінляндія          | Відбір до ЧЄ 2008 | -    | 71'      |
| 12-9-2007  | Гельсінкі                   | Фінляндія          | 0 – 0     | Польща             | Відбір до ЧЄ 2008 | -    |          |
| 17-11-2007 | Гельсінкі                   | Фінляндія          | 2 – 1     | Азербайджан        | Відбір до ЧЄ 2008 | -    |          |
| 21-11-2007 | Порту                       | Португалія         | 0 – 0     | Фінляндія          | Відбір до ЧЄ 2008 | -    | 69'      |
| 26-3-2008  | Софія (місто)               | Болгарія           | 2 – 1     | Фінляндія          | товариський матч  | -    | 73'      |
| 2-6-2008   | Гельсінкі                   | Фінляндія          | 1 – 1     | Білорусь           | товариський матч  | -    | 81'      |
| 11-10-2008 | Гельсінкі                   | Фінляндія          | 1 – 0     | Азербайджан        | Відбір до ЧС 2010 | -    | 90+2'    |
| 15-10-2008 | Москва                      | Росія              | 3 – 0     | Фінляндія          | Відбір до ЧС 2010 | -    | 66'      |
| 19-11-2008 | Берн                        | Швейцарія          | 1 – 0     | Фінляндія          | товариський матч  | -    | 89'      |
| 6-6-2009   | Гельсінкі                   | Фінляндія          | 2 – 1     | Ліхтенштейн        | Відбір до ЧС 2010 | -    | 67'      |
| 10-6-2009  | Гельсінкі                   | Фінляндія          | 0 – 3     | Росія              | Відбір до ЧС 2010 | -    | 69'      |
| 12-8-2009  | Стокгольм                   | Швеція             | 1 – 0     | Фінляндія          | товариський матч  | -    | 83'      |
| 5-9-2009   | Ленкорань                   | Азербайджан        | 1 – 2     | Фінляндія          | Відбір до ЧС 2010 | -    | 45'      |
| 3-3-2010   | Та-Калі                     | Мальта             | 1 – 2     | Фінляндія          | товариський матч  | -    | 46'      |
| 11-8-2010  | Турку                       | Фінляндія          | 1 – 0     | Бельгія            | товариський матч  | -    | 46'      |
| 23-1-2013  | Чіангмай                    | Таїланд            | 1 – 3     | Фінляндія          | King's Cup        | -    | 46'      |
| 26-1-2013  | Чіангмай                    | Швеція             | 3 – 0     | Фінляндія          | King's Cup        | -    | 13'      |
| 22-3-2013  | Хіхон                       | Іспанія            | 1 – 1     | Фінляндія          | Відбір до ЧС 2014 | -    | 69'      |
| 26-3-2013  | Люксембург                  | Люксембург         | 0 – 3     | Фінляндія          | товариський матч  | -    | 56'      |
| 7-6-2013   | Гельсінкі                   | Фінляндія          | 1 – 0     | Білорусь           | Відбір до ЧС 2014 | -    | кап. 68' |
| 14-8-2013  | Турку                       | Фінляндія          | 2 – 0     | Словенія           | товариський матч  | -    | 74'      |
| 6-9-2013   | Гельсінкі                   | Фінляндія          | 0 – 2     | Іспанія            | Відбір до ЧС 2014 | -    | 69'      |
| 10-9-2013  | Тбілісі                     | Грузія             | 0 – 1     | Фінляндія          | Відбір до ЧС 2014 | -    |          |
| 15-10-2013 | Сен-Дені                    | Франція            | 3 – 0     | Фінляндія          | Відбір до ЧС 2014 | -    | кап. 64' |
| 24-1-2014  | Нізва                       | Оман               | 0 – 0     | Фінляндія          | товариський матч  | -    | кап.     |
| 21-5-2014  | Гельсінкі                   | Фінляндія          | 2 – 2     | Чехія              | товариський матч  | -    | 46'      |
| 11-10-2014 | Гельсінкі                   | Фінляндія          | 1 – 1     | Греція             | Відбір до ЧЄ 2016 | -    | 88'      |
| Усього     |                             | Матчів             | 64        |                    | Голів             | 6    |          |

## Титули і досягнення
- Володар Кубка Фінляндії (1):

«Гака»: 1997
- Володар Кубка Франції (2):

«Осер»: 2002-2003, 2004-2005
- Володар Кубка англійської ліги (1):

«Тоттенгем Готспур»: 2007-2008